# Hermann Emil
Hermann Emil (Budapest, 1879. december 15. – Budapest, 1953. március 25.) urológus, bőrgyógyász, igazgató-főorvos.

## Életpályája
Hermann Vilmos könyvvivő és Grünfeld Róza (1855–1916) fiaként született zsidó családban. 1897 szeptemberében érettségizett a Budapesti VII. kerületi Magyar Királyi Állami Főgimnáziumban. Tanulmányait a Budapesti Tudományegyetem Orvostudományi Karán folytatta, ahol 1902-ben avatták orvosdoktorrá. A Mydraticumok élettani hatásának összehasonlítása klinikai célokra című Erdélyi Jenővel közös művével elnyerte a Pasquich-alapból kitűzött 140 koronás pályadíjat. Urológus szakképesítésének megszerzését követően magánrendelőt nyitott. A Budapesti Királyi Orvosegyesület Dermatológiai és Urológiai Szakosztályának 1907. január 18-ai közgyűlésén megválasztották a szakosztály rendes tagjává. 1910 novemberében a „Teleia” Egyesület rendelőintézetének orvosává választották, ahol tizenöt évig dolgozott. Az 1910-es évek elejétől a Budai Ambulatórium Egyesület nyilvános rendelőintézetének főorvosa, s a Budapesti Újságírók Betegpénztárának urológus szakorvosa lett. 1914-ben belépett a Polgári Radikális Pártba. Az első világháború idején nyolc hónapon át frontszolgálatot teljesített, azonban súlyosan megsérült, s attól kezdve ezredorvosként működött tovább. A háborút követően a Budai Ambulatórium Egyesület Poliklinikájának igazgató-főorvosává nevezték ki.
A Kozma utcai izraelita temetőben nyugszik.
Felesége Erdélyi Cecília (1881–1962) volt, Goldner Dániel és Müller Éva lánya, akivel 1906. szeptember 16-án Budapesten, a Terézvárosban kötött házasságot. Gyermeke Hermann Róza Klára, férjezett Szabó Dénesné (1916–?).

## Művei
- A mydriaticumok élettani hatása. Erdélyi Jenővel. (Szemészet, 1902, 3–6.)